# Эфр
Эфр (фр. Aiffres) — город на  западе центральной части Франции в департаменте по Дё-Севр в регионе Новая Аквитания.

## География
Муниципалитет с 5486 жителями (на 2014 году), расположенный в пригороде Ньора, префектуры Дё-Севр.

## История
С 1793 года коммуна Эфр входила в состав округа Ньор, который в 1801 году стал округом, и кантоном Праэк. В 1836 году муниципалитет Сен-Морис-дю-Маре был объединен с муниципалитетом Эфр.